# 小塩江駅
小塩江駅（おしおええき）は、福島県須賀川市塩田字小玉にある、東日本旅客鉄道（JR東日本）水郡線の駅である。

## 歴史
- 1952年（昭和27年）5月1日：日本国有鉄道水郡線・川東駅 - 谷田川駅間に新設開業（旅客・手荷物・小荷物を扱い）[2]。
- 1970年（昭和45年）10月1日：荷物の扱いを廃止[3]。無人化[4]。個人商店に乗車券発売を委託した簡易委託駅となる。
- 1987年（昭和62年）4月1日：国鉄分割民営化により、JR東日本の駅となる[5]。
- 1995年（平成7年）：簡易委託（駅前商店）を解除し、無人化。
- 1996年（平成8年）：駅舎を改築[1]。

### 駅名の由来
当時の所在自治体名（小塩江村）より。

## 駅構造
単式ホーム1面1線を有する地上駅である。水郡線統括センター（常陸大子駅）管理の無人駅である。

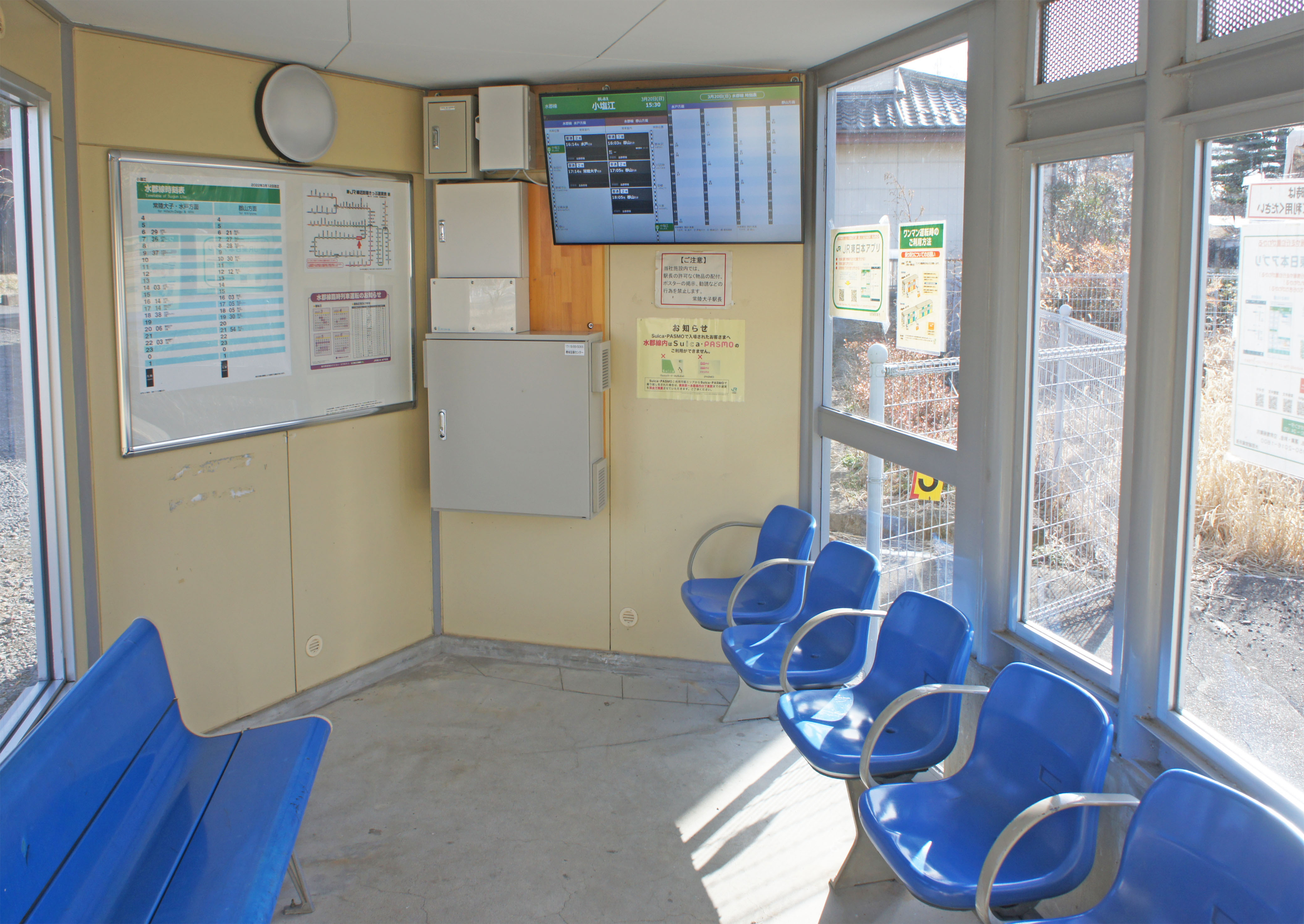
待合室（2022年3月）
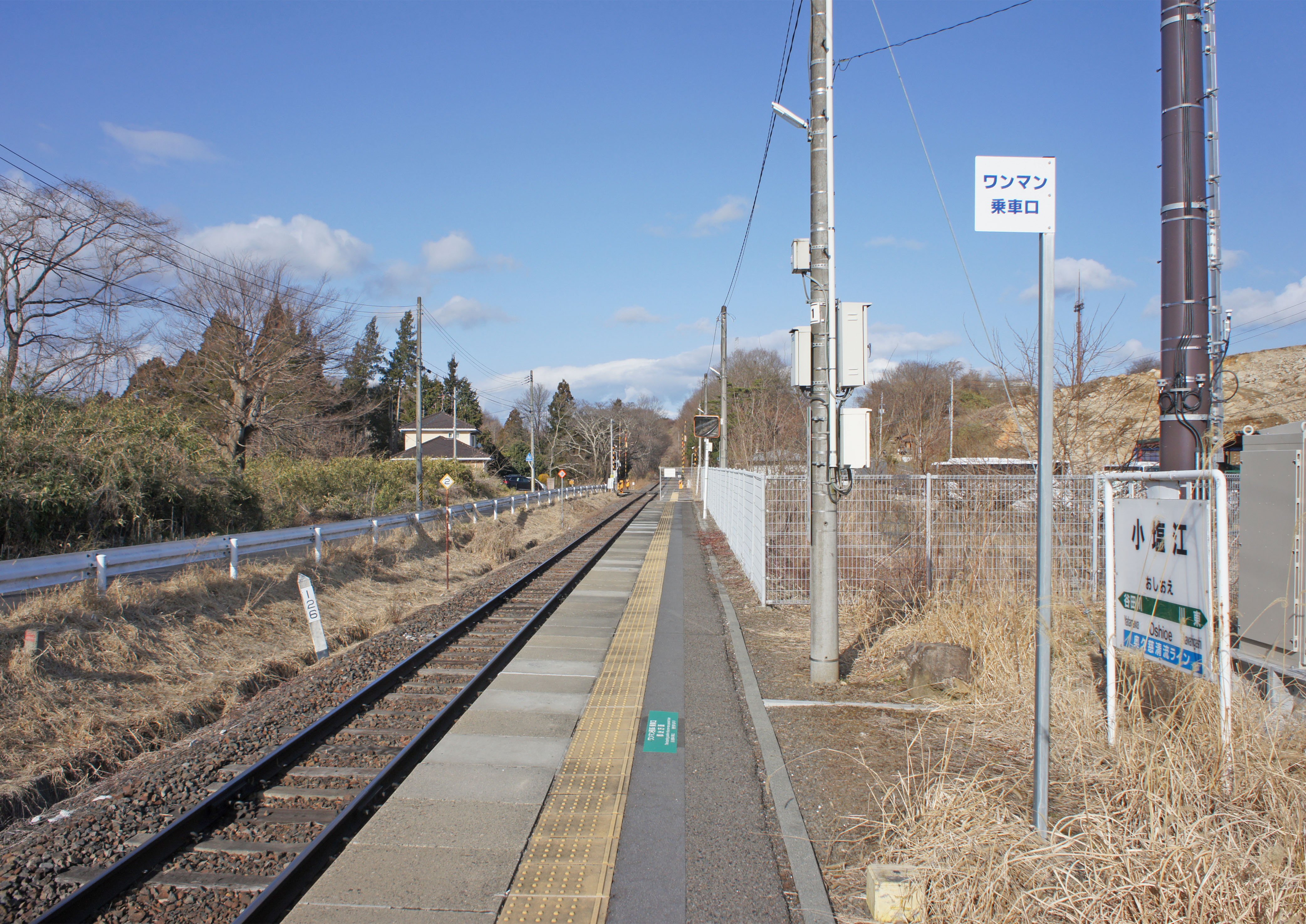
ホーム（2022年3月）

## 利用状況
「福島県統計年鑑」によると、2000年度（平成12年度）- 2004年度（平成16年度）の1日平均乗車人員の推移は以下のとおりであった。
| 乗車人員推移       | 乗車人員推移     | 乗車人員推移 |
| 年度               | 1日平均 乗車人員 | 出典         |
| ------------------ | ---------------- | ------------ |
| 2000年（平成12年） | 30               | [ 6 ]        |
| 2001年（平成13年） | 33               | [ 7 ]        |
| 2002年（平成14年） | 33               | [ 8 ]        |
| 2003年（平成15年） | 33               | [ 9 ]        |
| 2004年（平成16年） | 38               | [ 10 ]       |

## 駅周辺
- 小塩江公民館
- 須賀川市立小塩江中学校
- 須賀川市立小塩江小学校
- 福島県道141号玉川田村線

## 隣の駅
東日本旅客鉄道（JR東日本）
■水郡線
川東駅 - 小塩江駅 - 谷田川駅